# Zanabazar (geestelijke)
Zanabazar (1635 - 1723) was de eerste Mongoolse Jabzandamba en eerste Bogd Gegen van Mongolië. Hij was een zoon van Gombodjori, hoofd van de Tusheti-stam van de Khalkha-Mongolen. Gombodjori zelf was een kleinzoon van de Altan Khan, die in de 16e eeuw een cruciale rol speelde bij de herintroductie van het boeddhisme bij de Mongolen. Tijdens zijn jeugd volgden de meeste boeddhisten onder Khalkha-Mongolen de sakyatraditie. Zanabazar was via zijn grootvader een afstammeling van Dzjengis Khan.

## Levensloop

### Jeugd van Zanabazar

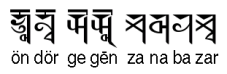
Bogt gegen Zanabazar in het sojombo-schrift

De naam Zanabazar is een combinatie van het woord zana, dat ontleend is aan het Sanskriet en iets als wijsdom, kennis betekent en het woord bazar dat bliksemflits betekent. Zanabazar is daarom te vertalen als "bliksemflits van wijsdom".
De legendes vertellen over opmerkelijke gebeurtenissen reeds voor en tijdens zijn geboorte.
De belangrijkste khan van de Khalkha-Mongolen, Gegen Setsen Khan, ging op bezoek bij Gombodjori vlak na de geboorte. Hij was zo onder de indruk van de baby dat hij deze zijn eigen eretitel gegen (de schitterende) gaf en zelf verder door het leven ging als slechts de Setsen Khan.
De legende vertelt verder dat Zanabazar al op driejarige leeftijd feilloos kon spreken en zonder begeleiding gebeden en mantra's kon reciteren. Op nog geen vierjarige leeftijd legde Zanabazar ook reeds de monniksgelofte af. De faam van het kind verspreidde zich spoedig over het hele gebied dat nu Buiten-Mongolië heet.
De Mongoolse prinsen en de boeddhistische geestelijkheid waren er dan ook van overtuigd dat Zanabazar een unieke rol zou gaan spelen in de geschiedenis van zijn volk. In 1639 vond er een grote bijeenkomst plaats, waarin Zanabazar gekroond werd als het hoofd van de sakyatraditie van alle Khalkha-Mongolen, de op dat moment dominante traditie bij de Khalkha's.

### Bekering tot de gelug en reïncarnatielijn

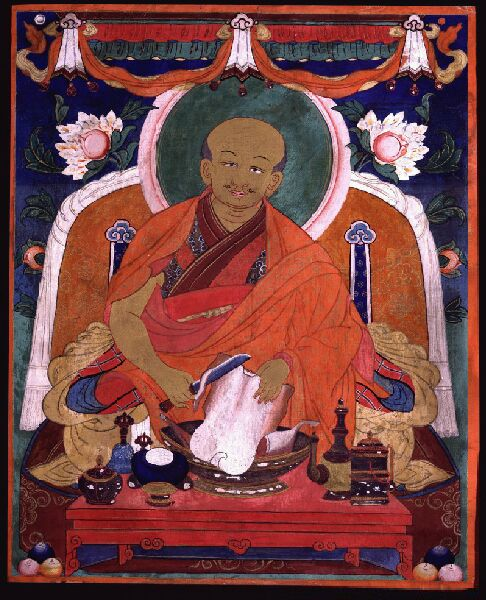
Thangka van Zanabazar

De beschikbare bronnen melden tot aan 1650 verder nauwelijks iets over Zanabazar. In dat jaar brengt hij zijn eerste bezoek aan Tibet. Tijdens dat bezoek proclameerde de toenmalige vijfde dalai lama, Ngawang Lobsang Gyatso, dat Zanabazar een reïncarnatie was van de beroemde leraar en historicus Taranatha, die in 1634 in Mongolië was overleden. Daarnaast bekeerde de dalai lama Zanabazar tot de gelugtraditie. Taranatha zelf werd verondersteld de vijftiende reïncarnatie van het wezen Jebtsun Dampa te zijn.
In de traditie gaat de lijn van de Jebtsun Dampa terug naar de tijd van de Boeddha zelf. De eerste reïncarnatie van de Jebtsun Dampa zou ca. 2500 jaar geleden een discipel van de Boeddha zijn. Zanabazar werd daarmee de zestiende reïncarnatie van de Jebtsun Dampa. Hiermee kwam de reïncarnatielijn van de Jebtsun Dampa in de gelugtraditie, waarmee het onder het leiderschap van Zanabazar in de decennia daarna de dominante religieuze machtsfactor werd in Mongolië. Het was ook de beslissende stap naar een echt georganiseerd en hiërarchisch gestructureerd boeddhisme in Mongolië In veel - ook Mongoolse - geschiedschrijving over dit onderwerp begint de nummering van de jebtsundamba's met Zanabazar als de eerste.
In de decennia daarna stichtte Zanabazar vele gelugkloosters in het Khalkha-deel van Mongolië. Hij maakt een tweede reis naar Tibet en heeft daar opnieuw een aantal ontmoetingen met de dalai lama. Het aantal verhalen over de wonderen die hij weet te verrichten is groot en Zanabazar groeit uit tot de onomstreden geestelijk leider van de Khalkha-Mongolen.

### Bekering van sakya naar gelug in Mongolië
Er is nooit een Mongools document gevonden dat ook maar iets vermeldt over de bekering van de Khalka-Mongolen van de sakyatraditie naar die van de gelug.
Het is wel bekend dat Zanabazar na zijn eerste reis naar Tibet absoluut weigerde zich te vestigen in het in 1586 door Abdai Khan gebouwde klooster Erdene Zuu. In dat klooster, het oudste in Mongolië, waren in die periode overwegend monniken van de sakyatraditie aanwezig. Pas op het eind van zijn leven, ruim 50 jaar later, bezocht Zanabazar Erdene Zuu voor het eerst.
Waarschijnlijk voerden de Tibetaanse lama's die Zanabazar mee naar Mongolië had genomen de veranderingen in rituelen, liturgie, etc. geleidelijk door. De theologische kennis omtrent het boeddhisme bij het overgrote deel van de Mongolen was in die tijd ook nog zo marginaal, dat aangenomen mag worden dat men andere rituelen, liturgie, etc. simpelweg niet als verandering opmerkte.
De historische rol van Zanabazar is echter vooral van politieke en artistieke betekenis.

## Politieke context
Zanabazar was dan wel de onomstreden geestelijk leider van de Kalkha-Mongolen, maar het traditionele tribalisme van de Mongolen bleef onverminderd. Er waren tegenstellingen tussen de stammen van Khalkha-Mongolen onderling en met name tegenstellingen tussen hen en de Mongolen die verder naar het westen woonden. Vanaf ca. 1670 probeerde Galdan, hoofd van de Dzjoengaren, een federatie van de Oirat-Mongolen, opnieuw een groot Mongools rijk te stichten dat zijn basis heeft in Centraal-Azië. Deze ambitie en verder een scherpe persoonlijke tegenstelling tussen Zanabazar en Galdan werd onderdeel van een serie conflicten die uiteindelijk noodlottig voor de Khalkha-Mongolen werden. Een ander aspect was de confrontatie tussen een steeds verder naar het oosten oprukkend Rusland en de Qing-dynastie in China.
De Khalkha-Mongolen zaten klem tussen drie grotere en machtigere partijen en realiseerden zich dat zij een beschermer nodig hadden. Gezien de vijandschap met de Oirat-Mongolen kon de keus daarbij alleen op Rusland of China vallen.
De hele Khalkha-natie keek daarbij naar Zanabazar voor richtinggevend leiderschap. Hij stuurde enkele delegaties naar Moskou en ook enkele Russische delegaties brachten hem een bezoek. De gesprekken leidden echter niet tot een overeenkomst. De onvermijdelijke keus werd uiteindelijk de Khalkha-Mongolen opgedrongen. In 1687 viel Galdan hun gebied binnen en richtte een slachting onder de Khalkha's aan. Vrijwel het gehele Khalkha-volk trok de Gobiwoestijn over en stelde zich onder bescherming van de Mantjsoe-keizer. Het is vooral het gezag van Zanabazar dat in 1691 bij de Khalkha's leidde tot de acceptatie van hun formele onderwerping aan de keizer tijdens een bijeenkomst in Dolon Nor (het huidige Duolon in de Chinese provincie Binnen-Mongolië).

## De Michelangelo van Azië
Volgens de legendes tekende Zanabazar al op zeer jeugdige leeftijd tempels en andere gebouwen. Al tijdens zijn verblijf in Lhasa in 1650 was men bezig met de uitbreiding van het Potala-paleis. Het ligt voor de hand om te veronderstellen dat Zanabazar toen in contact is gekomen met arbeiders en kunstenaars die daar mee bezig waren. Het is ook bekend dat hij op zijn terugtocht naar Mongolië door honderden Tibetaanse lama's, kunstenaars en handwerkarbeiders werd vergezeld met de opdracht de gelugtraditie te prediken en daarvoor kloosters en tempels te realiseren.

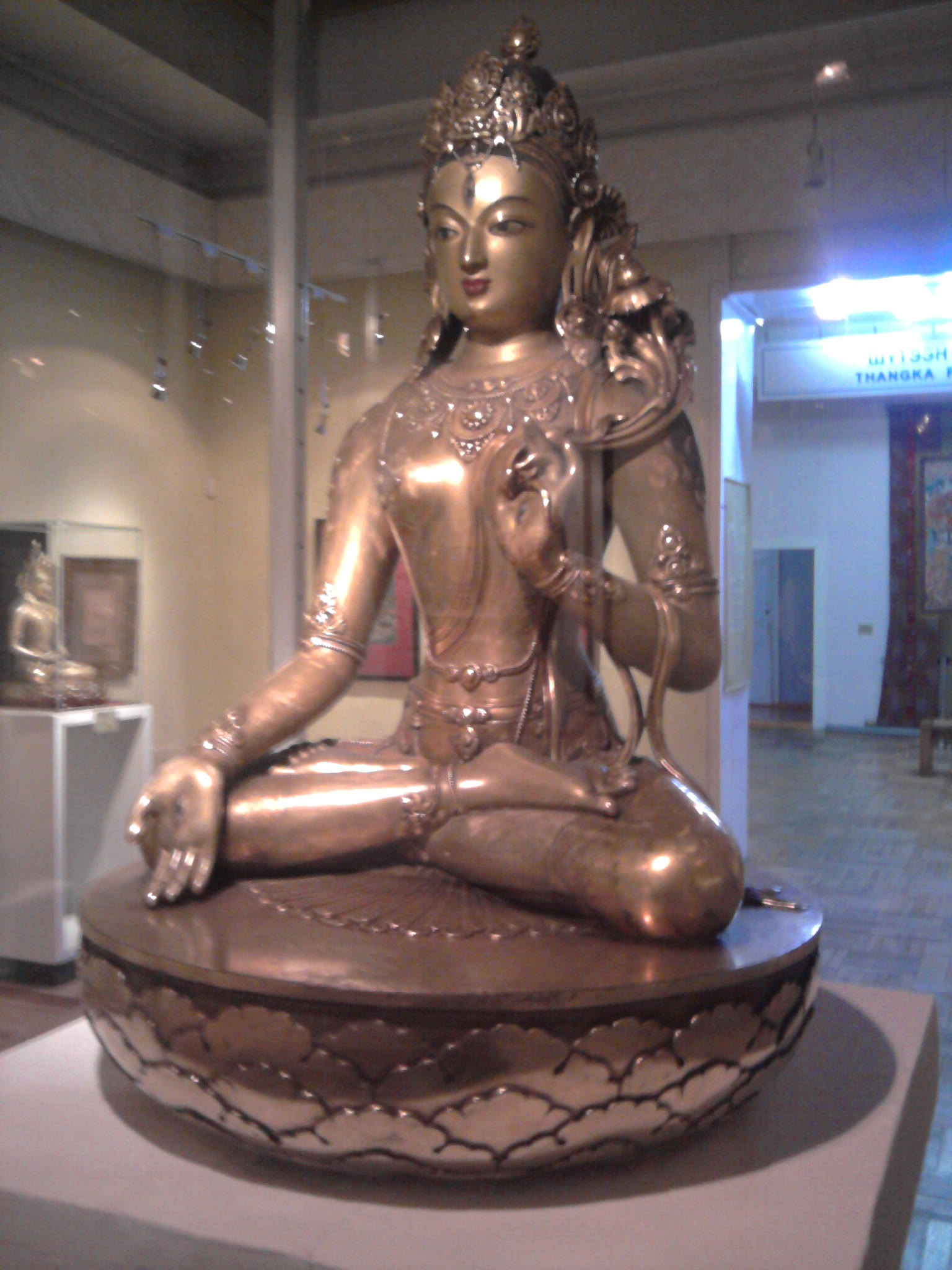
Witte Tara van Zanabazar

Zanabazar wordt ook weleens aangeduid als de Michelangelo van Azië in de zin dat hij een belichaming zou zijn van een Mongoolse Renaissance.
De grootste artistieke kracht van Zanabazar is te vinden in zijn beeldhouwkunst. Zanabazar was een van de grootste Aziatische beeldhouwers van de 17e en 18e eeuw. Het werk van Zanabazar beeldt over het algemeen jeugdige, schitterend geproportioneerde figuren uit. Zijn werken hebben een vreedzame en vaak contemplatieve uitstraling en zijn mogelijk beïnvloed door eerdere Nepalese kunstenaars. Zijn meeste bekende werken zijn een majestueuze Vajrasattva, een godheid die in Mongolië traditioneel met de Jebtsundamba's wordt geassocieerd en een serie Tara's, in het Tibetaans-Mongoolse boeddhisme een vrouwelijke bodhisattva.
Zanabazar heeft verder nog twee abugida's gecreëerd. Die zijn bekend als het sojombo-schrift en het kwadraatschrift. De reden voor het creëren van deze abugida's is niet geheel duidelijk. Het is mogelijk dat ze bedoeld waren om de belangrijkste religieuze literatuur in zowel het Sanskriet, Tibetaans als Mongools in hetzelfde alfabet te kunnen schrijven.
In december 1722 overleed de Mantsjoe-keizer Kangxi, waarmee Zanabazar over het algemeen een uitstekende relatie had. Vanaf ca. 1695 verbleef Zanabazar meestal enkele maanden per jaar in Peking en/of Jehol waar hij Kangxi frequent ontmoette. Ondanks zijn vergevorderde leeftijd van dan 88 jaar besluit Zanabazar, waarschijnlijk om vooral politieke redenen, naar Peking te reizen om zijn respect en deelneming te betuigen aan de opvolger Yongzheng.
Tijdens zijn verblijf in Peking overleed hij.